# Hoàng thảo lưỡi tím
Hoàng thảo lưỡi tím (danh pháp hai phần: Amethyst-colored Dendrobium hay 'Dendrobium amethystoglossum) là một loài lan trong chi Lan hoàng thảo.